# Vittoriato
Il vittoriato (latino victoriatus) era una moneta d'argento emessa durante la Repubblica romana nel periodo ca. 221 a.C. - 170 a.C. Il diritto della moneta mostrava la testa di Giove con corona laureata ed il rovescio mostrava la Vittoria che poneva una corona su un trofeo d'armi e con l'iscrizione "ROMA" in esergo.
Inizialmente la moneta pesava ca. 3,4 grammi (3 scrupoli), indicando cioè che il valore era la metà del quadrigato, una moneta dal peso di 6 scrupoli che però in quel periodo non veniva più emessa. Il vittoriato era composto d'argento in percentuale variabile, tra 60 e 80%, e aveva perciò un tasso minore del denario che era stato introdotto all'incirca nello stesso periodo (211 a.C., dopo la fine della seconda guerra punica). L'evidenza dei ritrovamenti dei tesori indica che la moneta circolava principalmente nell'Italia del sud e più tardi in Gallia, indicando che con la moneta si intendeva sostituire la dracma (o mezzo nomos) anziché essere parte di un normale sistema monetario Romano. 
Quando il vittoriato fu emesso per la prima volta aveva il valore di ca. 3/4 del denario, tuttavia quando fu reintrodotto il quinario nel 101 a.C. con un tipo similare, fu valutato 1/2 denario. Ciò indica che i vittoriati ancora in circolazione erano di scarso valore e si considerava che valessero solo metà denario. 
Il quinario fu reintrodotto principalmente per la Gallia cisalpina, dove il vittoriato e le sue imitazioni erano popolari. Forse il quinario reintrodotto continuava ad essere chiamato vittoriato, anche se non c'è nessuna evidenza scritta su ciò.
Il nome vittoriato è un termine antico, attestato da diversi testi ed iscrizioni dell'epoca. 
La moneta era conosciuta come tropaikon (τροπαικον) dai Greci a causa del trofeo sul rovescio.
Il termine “Victoriatus” si ritrova ancora oggi nel cognome Vettorato in provincia di Venezia, oppure grecizzato in Vittoratos / Vitoratos a Cefalonia.